# Pfennigberg
Pfennigberg är ett berg i Österrike.   Det ligger i distriktet Urfahr-Umgebung och förbundslandet Oberösterreich, i den nordöstra delen av landet, 150 km väster om huvudstaden Wien. Toppen på Pfennigberg är 500 meter över havet, eller 17 meter över den omgivande terrängen. Bredden vid basen är 0,21 km.
Terrängen runt Pfennigberg är platt åt sydost, men åt nordväst är den kuperad. Runt Pfennigberg är det ganska tätbefolkat, med 248 invånare per kvadratkilometer.. Närmaste större samhälle är Linz, 5,0 km väster om Pfennigberg.
Omgivningarna runt Pfennigberg är en mosaik av jordbruksmark och naturlig växtlighet.